# Daron Malakian
Daron Malakian (Los Angeles, Kalifornija, SAD, 18. srpnja 1975.) je američki glazbenik armenskog podrijetla. Gitarist je i prateći vokal alternativnog metal sastava System of a Down, te sastava Scars on Broadway.

## Životopis
Daron Malakian je rođen 18.7.1975 u Hollywoodu, u obitelji armenskog porijekla (poput svih ostalih članova S.O.A.D.-a), koja se te iste godine doselila iz Iraka u Los Angeles. Njegov otac Vartan je slikar i koreograf, koji je prije dolaska u SAD radio kao učitelj na koledžu u Iraku. Njegova majka Zepur se također bavi umjetnošću. Kao dječak, Daron je želio postati bubnjar, ali su mu roditelji umjesto toga kupili gitaru, uz izliku da se bubnjevi ne mogu isključiti. Kada je imao 4 godine, prvi puta je čuo ploču grupe Kiss i ostao zapanjen. Dvije godine kasnije, već je slušao sastave kao što su Iron Maiden, Judas Priest, Metallica, Van Halen, Motley Crue… Kasnije je počeo slušati hardcore metal - Slayer, Venom i Cannibal Corpse, uz čije je pjesme mogao čak i zaspati. Ljubav prema metalu se razvila između njegove 11. i 12. godine, kada je ujedno i počeo svirati gitaru. Kao velike uzore često navodi i Johna Lennona. Nikada nije pohađao glazbenu školu, niti išao na instrukcije. Gitaru je naučio svirati oponašajući svoje uzore, a svirao je 8-10 sati na dan. Iako je sviranje gitare usavršio do te mjere da ga je časopis Metal Edge proglasio četvrtim gitaristom godine, Malakian često izjavljuje da je u svojoj glavi bubnjar. Kada je imao 16 godina, shvatio je da je gitara savršen instrument za skladanje te je počeo pisati pjesme i skladati glazbu.
Pohađao je Rose & Alex Pilibos, privatnu armensku školu, koju su pohađali Serj Tankian i Shavo Odadjian. Nisu se družili jer su bili u odvojenim razredima - Daron u četvrtom, Serj u dvanaestom a Shavo u petom. Kasnije je bio premješten u Roosevelt Middle School, a maturirao je u srednjoj školi u gradu Glendale, u kojem i danas živi. Daron je u srednjoj školi svirao gitaru u sastavu, a Serja je upoznao dok su svirali u istom studiju, ali u različitim sastavima. Kasnije je upoznao i Shavu, a u međuvremenu su svi zajedno oformili sastav Soil, koji je kasnije preimenovan u System of a Down prema pjesmi Victims of a down koju je Daron napisao. Prvi bubnjar sastava je bio Andy Khachaturian s kojim su napravili 3 demosnimke. John Dolmayan se pridružio grupi početkom 1997. Daron svira gitaru, pjeva 2. vokal i piše većinu glazbe i lyricsa. Mnogi ga smatraju vođom Systema, ali on to poriče.
Danas živi u Glandaleu, u prekrasnoj kući, bez ijedne spremačice, vrtlara itd. Ima curu, a hobiji su mu skupljanje svijeća, perzijskih sagova, lubanja i instrumenata.
Visok je (tek) 171 cm. Čita svu poštu i mailove koje dobije od fanova. Izjavio je da mu ne smeta što ljudi često prže njihove albume, jer to često čini i sam. Nedavno je osnovao izdavačku kuću EatUrMusic, kojoj je ubrzo pristupio sastav Amen. Malakian je surađivao sa sastavima kao što su Bad Acid Trip, Satryicon i The Ambulance. Koproducent je Systemovih albuma uz Ricka Rubina (RCHP, AC/DC, Beastie Boys), a započeo je i projekt nazvan Scars on Broadway, s pjevačima grupe Amen (Chasey Chaos), Team Sleep i Hella (Zach Hill). 2003.je igrao na dobrotvornoj bejzbol utakmici slavnih, gdje se razljutio što ga nitko nije doživljavao, te je napisao pjesmu Old School Hollywood. Cijeli album Mezmerize je proglašen Daronovom bebom, jer je napisao sve pjesme sam, osim jedne ("Question!"), koju je napisao u suradnji sa Serjom. Daron mrzi kada System of a Down svrstavaju u tzv. nu-metal zajedno s Limp Bizkitom, Kornom i sličnim sastavima.
Poznat je po sviranju Iceman IC300 koja je između el.i bass gitare. Posjeduje oko 90 drugih gitara koje krase zidove u njegovoj kući. Osim Iceman IC300, koju je oslikao njegov otac, Daron često svira i Gibson SG 61'. Koristi Ernie Ball Skinny Bottom Heavy Top žice i Jim Dunlop Delrin trzalice debele 2,0 mm. Jednom su se Shavo i Daron potukli u studiju, za vrijeme snimanja albuma Toxicity, nakon čega su obojica završili u bolnici - Daron s 15 šavova na usni, a Shavo s 18 šavova na glavi. Malakian je jednom skočio s pozornice s velike visine i slomio koljeno. Privatno je veoma tih i povučen, i kaže da ne poznaje onog Darona na stageu.
Nakon što je SOAD objavio da će nakon Ozzfesta 2006. godine, otići na dužu stanku, Malakian je izjavio da to nije raspad grupe nego odmor od pretjerane eksponiranosti. Svaki će član raditi malo samostalno, poput grupe Kiss, a onda se vratiti na scenu. Daron je rekao da bi svejedno sutra mogao objaviti 10 samostalnih albuma, i da će prekid svima dobro doći. Nakon prekida, ponovno je pokrenuo sastav Scars on Broadway, u kojem mu se pridružio John Dolmayan, te su 2008. objavili i istoimeni debitantski album.

## Vanjeke poveznice
- Službena SOAD stranica
- Hrvatska SOAD stranica  Arhivirana inačica izvorne stranice od 13. srpnja 2009. (Wayback Machine)
- Scars On Broadway projekt